# Chi-Chi Olivo
Federico Emilio Olivo Maldonado (Guayubín, 18 de marzo de 1928-Ibídem, 3 de febrero de 1977) fue un lanzador dominicano que jugó en las Grandes Ligas de Béisbol. Olivo lanzó alrededor de cuatro temporadas en las Grandes Ligas, entre 1961  y 1966, para Milwaukee y Atlanta Braves. Apareció en 96 juegos durante su carrera, todos como relevista. Conocido como Chichí Olivo.
Olivo ingreso a la MLB  a una edad avanzada el 5 de junio de 1961 con 33 años de edad. Tenía una curva muy peculiar y solía dejar a los bateadores del equipo contrario con el bate en la mano y poniéndolos a abanicar en varias ocasiones.
También lanzó en la Liga Dominicana de Béisbol para los equipos Tigres del Licey, en donde ganó como pítcher relevo la primera serie del Caribe para la República Dominicana 🇩🇴 en el 1971 ponchando a 2 inmortales de Cooperstown  Elrod Hendricks y Reggie Jackson “Mr Octubre”. Siendo la primera serie del Caribe para la República Dominicana y la primera corona para los Tigres del Licey.  Águilas Cibaeñas y Estrellas Orientales. Además jugó en Liga Puertorriqueña con los Criollos de Caguas.
El hermano de Chi-Chi, Diómedes Olivo, también fue lanzador de las Grandes Ligas.